# 波渡箐站
波渡箐站是位于云南省屏边苗族自治县波渡箐村的一个铁路车站，邮政编码661206。车站建于1909年，有昆河铁路经过该站，现已废弃，不办理客货运业务，车站及其上下行区间均未电气化。车站距离昆明北站362公里，隶属昆明铁路局，是四等站。